# Menachem Elkind
Menachem Elkind též Mendl Elkind (hebrejsky: מנחם אלקינד, rusky: Мендл Менахем Элькинд) byl sionistický a komunistický aktivista.
Narodil se roku 1897 ve městě Beryslav v tehdejší Ruské říši (dnes Ukrajina). Roku 1920 odešel do mandátní Palestiny v rámci třetí alije . Byl přítelem a stoupencem sionistického aktivisty a vojáka Josefa Trumpeldora, který zemřel roku 1920 při vojenském střetu s Araby. Na jeho počest vznikly téhož roku pracovní oddíly Gdud ha-avoda, mezi jejichž předáky Menachem Elkind patřil. V rámci oddílů Gdud ha-avoda zastával výrazně levicové, komunistické názory. Když tato jeho politická orientace nebyla přijata všemi členy, odešel roku 1927 do Sovětského svazu, kde založil na Krymu židovskou kolektivní vesnici Via Nova. Ta byla zrušena v letech 1931-1932 a Elkind se pak v roce 1938 stal obětí Stalinových politických procesů.